# Bratislavské předmostí

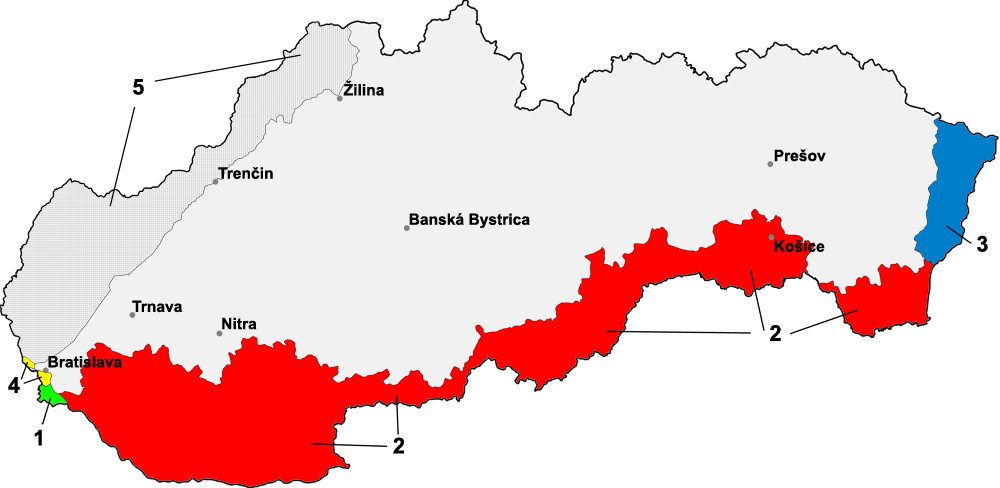
Bratislavské předmostí na mapě Slovenska: žlutě (pouze však Petržalka, Děvín se nachází na levém břehu Dunaje) a zeleně (území připojené po druhé světové válce)

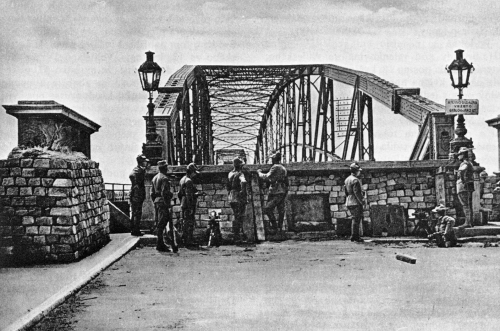
Čs. legionáři z Itálie na mostě přes Dunaj v květnu 1919

Bratislavské předmostí, též Petržalské předmostí (maďarsky Pozsonyi hídfő, německy Bratislavaer Brückenkopf) je označení pravobřežní části Dunaje, která připadla po skončení první světové války nově vzniklému Československu. Po skončení druhé světové války bylo předmostí dále rozšířeno o malou část původně maďarského území. Dnes je součástí Slovenska.

## Historie
Trianonskou smlouvou byla k Československu u Bratislavy přičleněna v roce 1920 i malá část území na pravém břehu Dunaje. Československo území opevnilo. V letech 1938 až 1945 bylo toto území anektováno Velkoněmeckou říší. Na Pařížské mírové konferenci v roce 1946 Československo požadovalo rozšíření předmostí o území pěti maďarských obcí (Oroszvár, Horvátjárfalu, Dunacsún, Rajka a Bezenye). Podle rozhodnutí mírové konference byly k Československu nakonec připojeny tři z těchto obcí, a to Oroszvár (dnešní Rusovce), Horvátjárfalu (dnešní Jarovce) a Dunacsún (dnešní Čunovo). Rajka a Bezenye zůstaly v Maďarsku. Bratislavské předmostí se tak předáním přiřčeného území 15. října 1947 zvětšilo o 65 km².